# Andrea Nako
Andrea Nako (ur. 14 września 1934 w Zguralcu, zm. 1998) – dyrektor Banku Albanii w latach 1984–1985, następnie minister finansów w latach 1987–1990, członek biura politycznego Albanskiej Partii Pracy.